# Dodge Viper
O Dodge Viper é um super esportivo que começou com um motor V10 de 406cv (400 hp) a 4.600 rpm. O super esportivo fabricado pela divisão Dodge da Chrysler LLC. A Produção começou na Fábrica de Nova Mack em 1992 e se mudou para sua atual casa na Fábrica da Conner Avenue em Outubro de 1995. Todas as gerações tiveram a mesma caixa de marchas de 6-velocidade e transmissão manual. Segundo a investigação de 2009 pela Yahoo!, o Viper é o segundo carro que consome mais combustível à venda no Reino Unido.
O Viper foi concebido como um histórico assumir o clássico americano. O AC Cobra, foi uma fonte de inspiração. Alguns viram alegações de parentesco com o Cobra como um exercício no mercado, ignorando que Carroll Shelby foi fortemente envolvido na concepção inicial do Viper, e posterior concepção do Viper Coupe GTS. O Viper GTS coupe tomou algumas pistas a partir da concepção Pete Brock concebidos do Shelby Cobra Daytona. Embora as proporções semelhantes parecem, à primeira vista, os desenhos são bastante singular. Carroll Shelby foi fundamental no desenvolvimento do RT/10, bem como ter uma mão no desenvolvimento do modelo GTS.
O Viper foi concebido inicialmente em 1988, no final da Chrysler Advanced Design Studios. Fevereiro do ano seguinte, Bob Lutz Chrysler presidente sugeriu a Tom Gale em Chrysler Design que a empresa deve considerar uma produção moderna do Cobra, um modelos de argila foi apresentado ao Lutz alguns meses mais tarde. Produzido em chapa por Metalcrafters, o carro apareceu como um conceito, o North American International Auto Show em 1989. Este conceito foi originalmente chamado de Copperhead devido à sua baixa, grande aparência, característica dos répteis. Todos os motores para o Viper, desde então conhecida como "copperhead." O nome viria a ser alterado para Viper. Reação pública foi tão entusiasmada, que o chefe de máquinas Roy Sjöberg foi direcionado para desenvolvê-la como uma norma de produção.
Sjöberg selecionou 85 engenheiros para ser "equipe Viper", com o desenvolvimento no início de março de 1989. A equipe pediu então a filiada, Lamborghini-Chrysler para lançar algumas protótipo de alumínio com base em blocos Dodge's V10 caminhão motor de carro esportivo utilização em maio. A produção do corpo foi concluída no Outono, com um chassis protótipo funcionar em dezembro. Embora um V8 foi utilizado pela primeira vez no teste mula, o V10, que a produção automóvel foi concebido para utilização, estava pronto em fevereiro de 1990. 

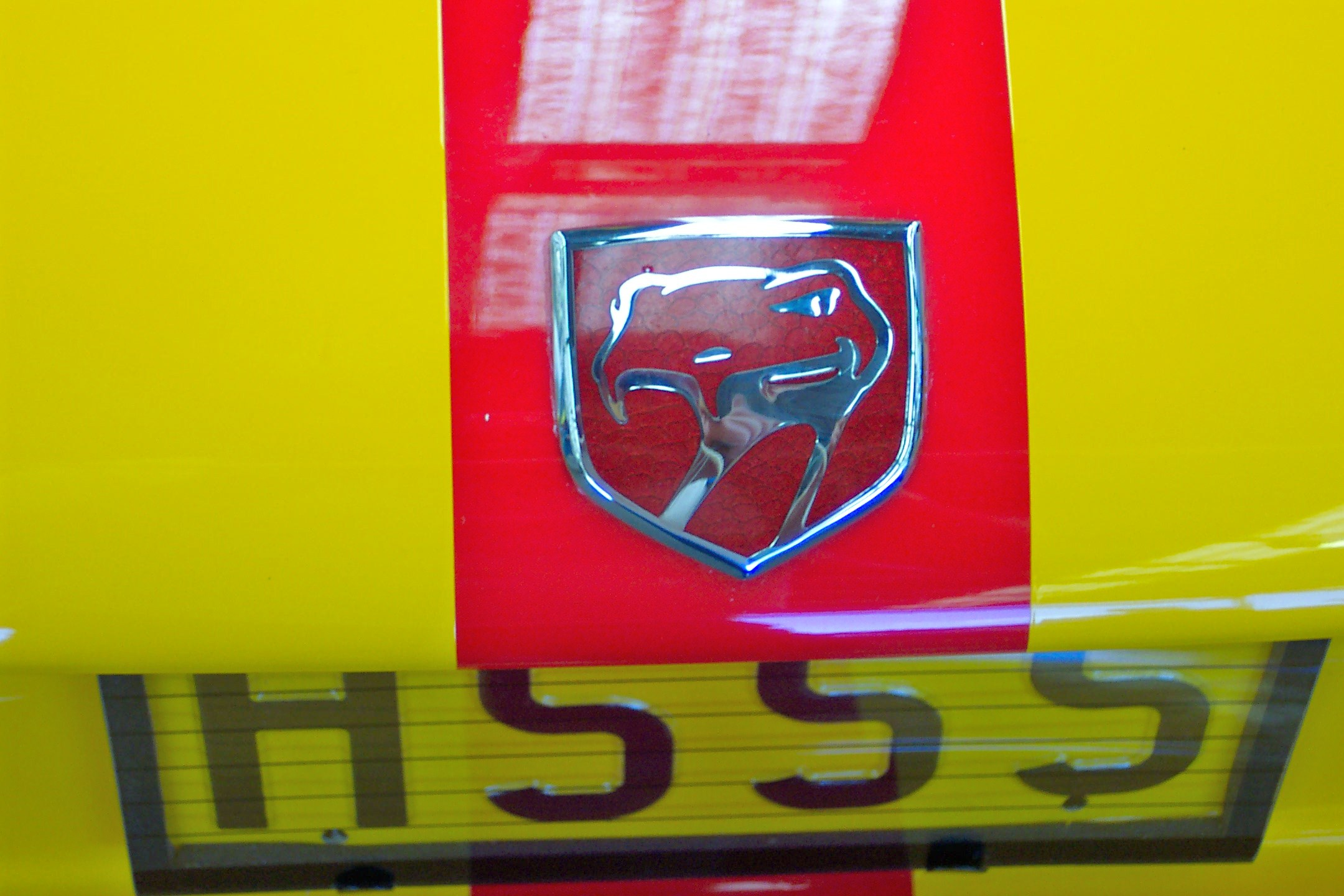
Símbolo do Dodge Viper.

A aprovação oficial do presidente da Chrysler, Lee Iacocca, veio em maio de 1990. Um ano depois, Carroll Shelby pilotou um carro de pré-produção como veículo de ritmo na corrida das 500 Milhas de Indianapolis. Em novembro de 1991, o carro foi lançado para revisores com os primeiros embarques de varejo a partir de janeiro de 1992. Embora a Chrysler considerasse o fim da produção devido a sérios problemas financeiros, em 14 de setembro de 2010, o então executivo-chefe Sergio Marchionne anunciou e visualizou um novo modelo do Viper para 2012. Em 2014, o Viper foi nomeado número 10 na lista "A maioria dos carros americanos", o que significa que 75% ou mais de suas peças são fabricadas nos EUA.

## Primeira Geração (1992-1995)
O primeiro protótipo foi testado em Janeiro de 1989. Ele estreou em 1991 com dois modelos de pré-produção, quando Dodge foi obrigado a substituí-lo no lugar do Stealth construído pelos japoneses por causa de reclamações do sindicato United Auto Workers, e foi colocado à venda em janeiro de 1992, como o RT/10 Roadster.
A peça central do carro era o seu motor. Foi baseado no projeto LA Chrysler, que foi um motor de caminhão. A configuração original tornou demasiado e pesado para o uso de carro esportivo, por isso Lamborghini, então propriedade da Chrysler Corporation, renovada V10 de bloco de ferro fundido para o Viper pela reformulação do bloco e cabeça em liga de alumínio. Alguns dentro Chrysler sentiu o design pushrod de duas válvulas, enquanto adequado para a aplicação do caminhão, era inadequado para um carro de desempenho e sugeriu uma reformulação mais abrangente, que teria incluído quatro válvulas por cilindro. Chrysler, no entanto, era incerto sobre os custos de produção do Viper e potencial de vendas e por isso se recusou a fornecer o orçamento para a modificação.
O motor pesava 711 Libras (323 kg) e produzia 406 cv a 4600 rpm e 465 lb ft (630 Nm) a 3.600 rpm, e graças à longa engrenagem permitida pelo motor, desde a economia de combustível. Alguns pequenos pedaços da suspensão foram adquiridos a picape Dodge Dakota. Tinha um peso bruto de 3.284 Libras (1.490 kg) e não tinham todos os auxiliares de condução modernos, como controle de tração e freios ABS.
Em linha reta, o carro fez de 0-60 mph (0–96,5 km/h) em 4,7 s, completou um quarto de milha em 12,6 segundos e tinha uma velocidade máxima de mais de 164 mph (264 km/h). Seus pneus grandes, permitiu o carro tivesse uma média próxima a 1 g lateral em curvas, colocando-o entre os carros de elite de sua época. No entanto, o carro é trabalhoso para dirigir em altas velocidades, em particular para os trabalhadores não qualificados.
O carro era espartano, embora caracterizado apoio lombar inflável e bancos reclináveis. Junto com a ausência de maçanetas exteriores, o veículo não tinha janelas laterais e um teto. Embora uma suave cobertura superior estava disponível e cortinas laterais de tecido e plástico transparente operados por zíperes poderia ser inserida na porta e mão-aparafusadas quando necessário. Todas essas decisões foram tomadas para reduzir o peso. O carro vem com uma tampa tipo tonneau (uma capa removível e que pode ser dobrada) e fitas de vídeo sobre a montagem da capota. Em 1994, o ar-condicionado foi disponibilizado como opcional.

## Segunda geração (1996-2002)
Em 1996 surgiu o Viper GTS (modelo coupé). Vipers podem ser vistos participando muitas vezes em corridas de arrancada, corridas e deriva. O GTS, como seu antecessor, foi escolhido como o safety car para o Indianapolis 500 de 1996.
Apesar de sua aparência semelhante a do modelo anterior, o carro foi distinto o suficiente para ser considerado um modelo de nova geração. Extensas modificações, como um motor retrabalhado com maior potência e menor peso, um chassis quase completamente redesenhado que foi feito há 60 lb (27 kg) mais leve e mais rígida de 25% na rigidez torcional computador através de uma análise meticulosa, uma suspensão totalmente redesenhada, e reduziu as distâncias de travagem, a 1996-2002 Viper GTS tinha cerca de 456cv (450hp) de potência, que poderia completar o quarto de milha em 12,3 segundos, 0,3 segundo e 8 mph (13 km / h) mais rápido do que seu antecessor, e aumentou a velocidade máxima de 11 mph (18 km / h) ou assim. A suspensão revisada, chassi mais rígido, eo corpo lateral grip aerodinâmico levantou a 0,98 g (9,6 m / s ²), embora outros relatos mostram o modelo 1992 com 1,0 g. Pneus contemporâneos têm melhorado significativamente esta medida. Poderia muitas vezes funciona Slalom atingir ou exceder 70 mph (110 km / h). Mais uma vez faltou freios ABS, inicialmente, e provou ser o ponto mais fraco do carro. Os travões de ferir o carro em testes de comparação de numerosos, como a comparação supercarro 1997 "pela revista Motor Trend, em que o Viper GTS colocado no topo contra carros como o Ferrari 550, Chevrolet Corvette, Porsche 911, Honda NSX e em todos os execução dos exercícios, exceto de travagem. O carro não só a última colocada, mas teve de parar as distâncias consideravelmente mais longo do que os outros veículos. ABS foi introduzido ainda na fase de produção, embora o desempenho de frenagem não era necessariamente melhorou significativamente. Em uma comparação Sports Car International, realizada em 2002, o Viper ACR (com ABS) foi comparado com o 911 GT2 em Thunderhill Raceway Park. Ambos os carros estavam muito capaz, e rápido ao redor da pista de teste, mas o Viper foi mais difícil de conduzir, eo sistema de travagem foi responsabilizado muito especificamente para a diferença nos tempos de volta (cerca de GT2: 2 minutos, ACR: 2:04) entre os dois carros.
Junto com o desempenho atualizado, veio a inclusão de alguns equipamentos de luxo como Airbags frontais duplos que foram adicionados à lista de veículos de equipamentos de segurança em 1996. O carro também foi exportado para a Europa, onde foi renomeado como Chrysler, e vendidos sob esta marca 1997-2003. Modelos europeus tiveram uma versão detuned do Viper V10.
Nos primeiros seis anos de produção de quase 10.000 Vipers foram vendidos. Pequenas mudanças evolucionárias, incluindo novas rodas 18 "de diâmetro e os pneus maiores foram introduzidas no modelo 1999. Versões posteriores consiste leve hipereutética pistões e um sistema de escape melhorada, do lado de escape ter caído a meio ano de produção de 1996 para o RT/10; todos produção Viper GTS Coupes tinha saída de escape traseira. 1999 viu a introdução da embalagem interior Cognac Connolly couro. Continuando o requinte, o ABS foi introduzido em 2001. Em 2002, o fim da produção de segunda geração foi comemorado com o lançamento do 360 comemorativa "Final Edition "modelos. Estes modelos foram pintados de vermelho com listras brancas, em homenagem à famosa corrida de carros vencedores Oreca. O RT/10 foi substituído pelo SRT-10 Roadster em 2003, o GTS ficou fora de produção e foi substituído em 2005 (porem como modelo 2006) pelo SRT-10 Coupe .

## Terceira Geração (2003-2006)
O Dodge Viper sofreu uma grande reformulação em 2003, cortesia da DaimlerChrysler e o grupo Street Racing Technology. O novo Viper SRT-10, que passa tanto a GTS e a RT/10 foi fortemente renovado com a carroçaria, acentuado ângulo. O deslocamento do motor foi ampliado para 505 cu in (8,3 L) [5], que, com outras atualizações, combinados para aumentar a produção para 507 cv (500 hp; 370 kW) e 525 lb ft (712 Nm). Junto com o aumento da potência, o peso foi reduzido em 500 kg a kg (230) alcance. O chassis também foi melhorado. Tornou-se mais rígida e pesava aproximadamente 80 kg menos do que o modelo anterior. Um chassis ainda mais leve e mais forte foi planejada, mas foi abandonado por causa do custo (peças da suspensão prevista foram utilizados na Hennessey Viper Venom 1000 Twin Turbo.) O modelo inicial era um conversível. Em 2004, a Dodge apresentou um pacote de edição limitada Mamba. Carros edição Mamba manchete interiores preto com costuras vermelhas e viram os seus remates e aumento de preço em cerca de E.U. MSRP $ 3000. 200 Mambas foram produzidos. 

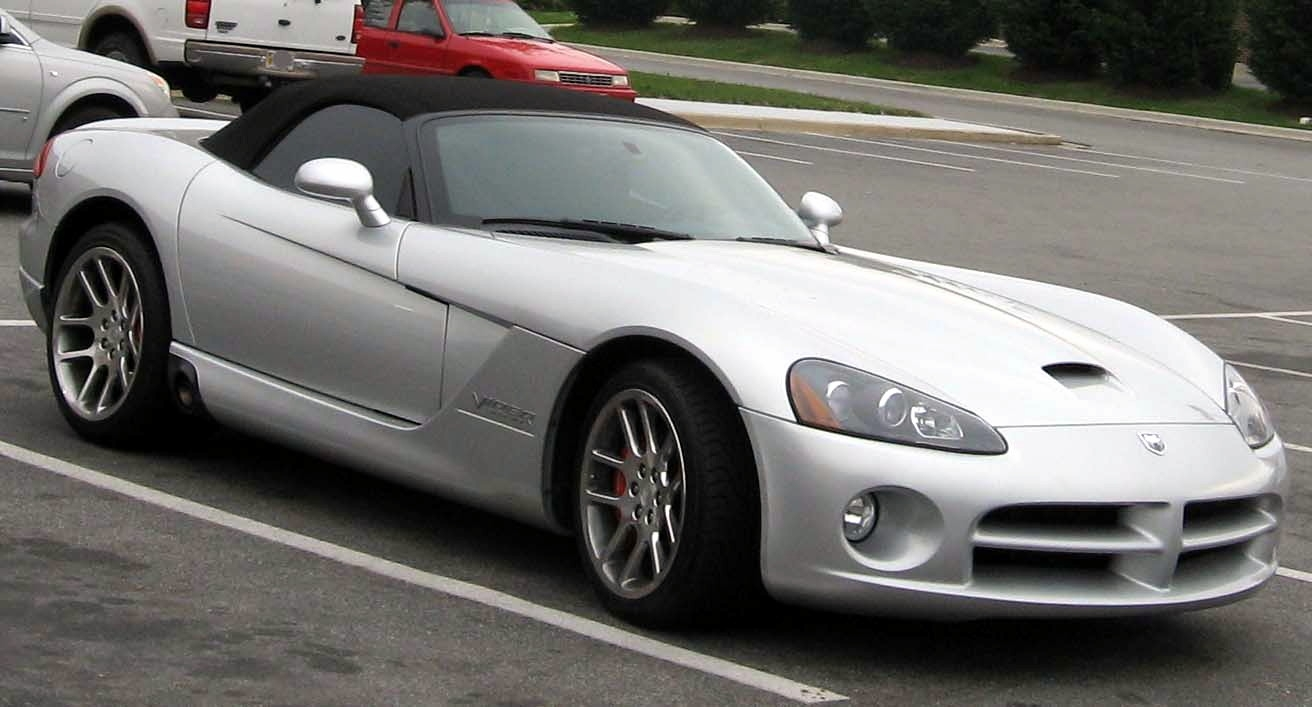
Dodge Viper SRT-10, 3ª geração.

O Viper SRT-10 Coupe foi apresentado no Detroit Auto Show 2005 como modelo 2006. O cupê é muito parecido com o Viper GTS anterior e mantém a as duas faixas brancas do teto do original, juntamente com as lanternas traseiras GTS original, bem como oferecer o original GTS azul com listras brancas pintura regime inicial na corrida de carros Primeira Edição como uma homenagem adicionado ao Viper Coupe original. O motor é o SAE certificadas para produzir 517 cv (510 hp; 380 kW) e 535 lb ft (725 Nm) capaz de levar o Viper de 0-62 mph (0–100 km/h) em 3.8 segundos, de 0-100 mph (0–160 km/h) em 8.5 segundos e de atravessar 1/4 de milha em 11,8 segundos a 193.6 km/h contra os mesmos 3.8 segundos de 0–100 km/h, 8.3 segundos de 0–160 km/h e 11.77 segundos a 184 km/h no 1/4 de milha. Umas das explicações para o desempenho inferior pode ser o fato de que, ao contrário do cupê original, o chassi não foi modificado, isso torna-o mais pesado que o conversível, e, assim, um pouco mais lento para acelerar.
Na pista de Virginia International Raceway ele fez 3:01.6 minutos, que o deixou atrás de seus principais concorrentes, 2006 Corvette Z06
(3:01.1) e Ford GT (3:00.7), mas ele ficou a frente de alguns carros que seriam testados na pista um ano depois, como Audi R8, Porsche 911 GT3 e turbo e o corvette Z51 de 2006 e de 2007.
Nenhum Viper modelo 2007 foi produzido, em vez disso, a Chrysler preferiu dar ao modelo de 2006 um funcionamento prolongado enquanto preparava a actualização do modelo 2008.

## Quarta Geração (2008-2010)
Em 2008, os Vipers produziam 608 cv (600 hp; 450 kW) às 6000 rpm e 560 lb ft (760 Nm) às 5.100 rpm, e também receberam melhores cabeças fluindo com válvulas maiores, com Mechadyne-em-comando de válvulas variável com nos lóbulos came de escape, e dupla eletrônica corpo acelerador. O limite era capaz de ser aumentado em 300 rpm, devido à válvula de melhoria da estabilidade de trem de ambos os perfis de cames novas e válvula-molas. O desenvolvimento do motor foi feito com alguma ajuda externa da McLaren Automotive and Consulting Engineers Ricardo. O controle eletrônico do motor é desenvolvido pela Continental AG, o controlador é capaz de monitorar o virabrequim e posição do cilindro até seis vezes durante cada disparo e tem 10 vezes mais poder de processamento, em comparação com a unidade anterior.
Alterações fora do motor foram menos extremas. A transmissão Tremec T56 foi substituído por um novo Tremec TR6060 que agora conta com sincronizadores de triplo primeira engrenagem e dobra para o ensino de artes. O M44 Dana-4 eixo traseiro do modelo 2003-2007 possui agora uma velocidade GKN ViscoLok detecção diferencial de deslizamento limitado, que ajuda muito na aderência dos pneus ficando em aceleração. Outra melhoria do desempenho foi a remoção de pneus run-flat, o novo Michelin Pilot Sport 2 pneus têm maior feedback condutor, bem como aderência e, junto com a suspensão revisada (molas, barras anti-roll, e válvulas de choque), fez com que o Viper mais neutro em curvas.
As modificações feitas no carro do ano modelo 2008 foram suficientes para a Chrysler torná-lo diferente do primeiro SRT-10, e o modelo 2008 ficou conhecido como Gen IV. Apenas a tempo para a liberação da Chevrolet com 646 cv (476 kW; 638 hp) Corvette ZR1. Outra mudança notável é a reformulação do sistema de escape, anterior Vipers teve sua terceira geração do cruzamento de escape sob os assentos que resultou em uma grande quantidade de calor que entra no cockpit (interior do carro), isso foi feito inicialmente para ajudar a melhorar os carros de escape, desda primeira a segunda geração do Viper, que não tinha escapamento cruzado, foram criticados por suas notas de escape sem brilho. Para 2008, o escape Viper irá utilizar um novo sistema de escape, sem cruzamento, reduzindo o calor que entra no cockpit.
O sistema elétrico foi completamente revisto para 2008. As mudanças incluem um alternador de 180-amp, ventiladores elétricos, aceleradores eletrônicos e completamente novo VENOM sistema de gestão do motor. Arquitetura de barramento CAN foi entrelaçada com sistemas preexistentes para permitir a conformidade regulamentar. O sistema de combustível foi atualizado para incluir uma bomba de maior capacidade de combustível e sistema de filtração.

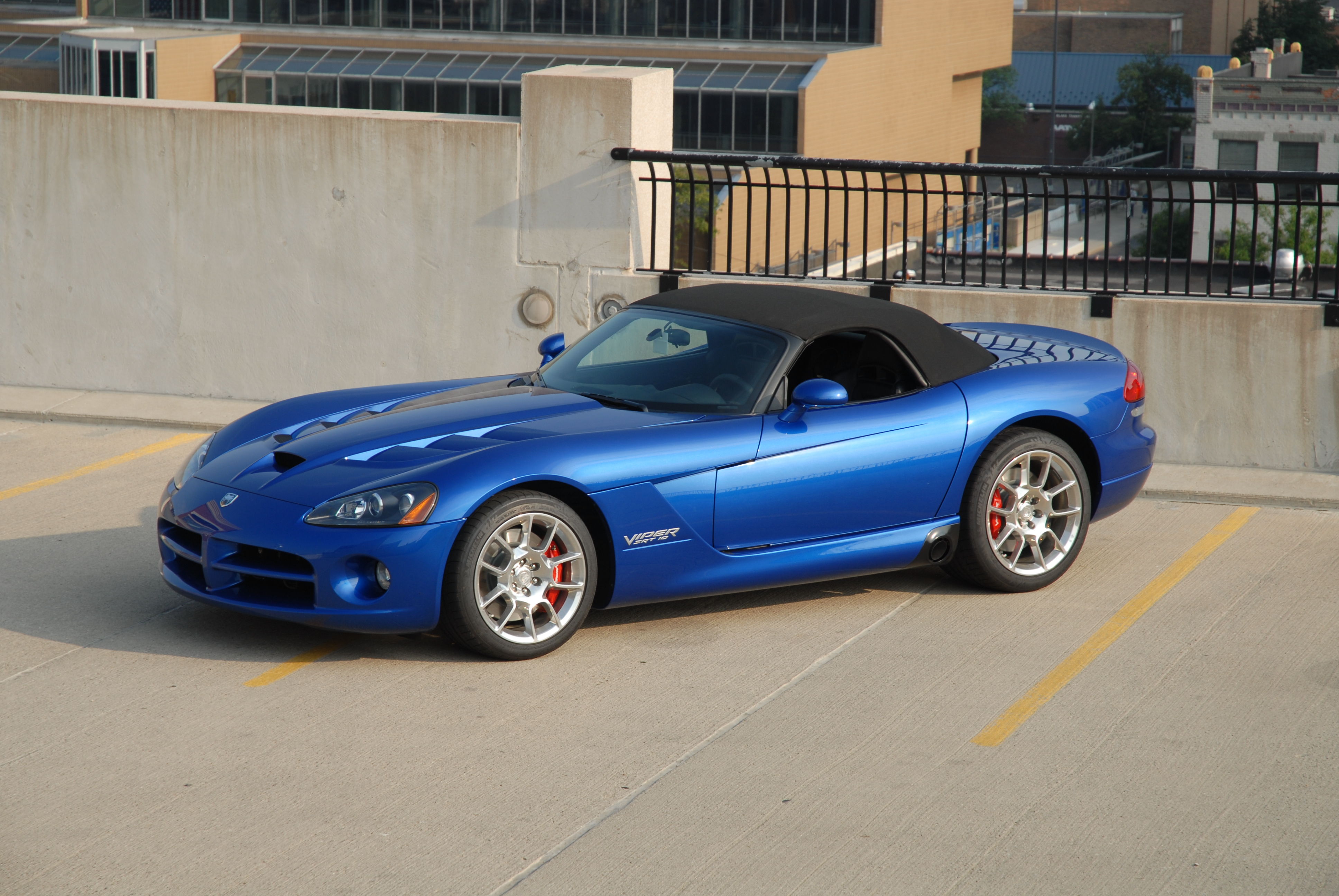
Viper ZB 4ª geração, 2008.

A revista Car and Driver recentemente testou o carro. De 0-62 mph (100 km/h) em 3,4 segundos, 0-100 mph (160 km/h) em 7,6 segundo e um Quarto de Milha em, no máximo 10,92 segundos, mas será preciso troca de marchas super precisas, se não você "só" vai alcançar 11,5 a 126 mph (203 km/h). reivindicações do rodeio de velocidade máxima são 202 mph (325 km / h), para o Roadster e Coupé. Car and Driver também testou o desempenho do Viper, e conseguiu dar uma volta em 2:57.4 minutos, em torno de Virginia International Raceway. O tempo Viper, apesar do tempo quente, foi mais rápido do que o Corvette Z06 (2:58.2), Porsche 911 Turbo S (2:57.5), Ford GT (3:00.7), Mercedes SLS AMG (2:58), Porsche 911 Turbo (3:05.8), 911 GT3 (3:01.8), Audi R8 (3:04.6) e outros tais carros, ele inclusive foi o mais rápido carro do especial da Car and Driver, Volta Relâmpago, edição de 2007, que teve como pista a própria Virginia International Raceway. Segundo a revista Car and Driver e Motor Trend, o carro é ligeiramente ajustada de configuração de suspensão e diferencial novo deu-lhe a habilidade encurralando tão afiada quanto antes com um controle ainda melhor.
Em 4 de novembro de 2009, Dodge Brand Car Presidente e CEO, Ralph Gilles, anunciou que o Viper encerraria sua produção no verão de 2010. Um novo carro vai chegar em 2012, retomando o nome Viper, pelo menos foi isso que a Fiat anunciou.

## Quinta Geração (VX 2013–2017)
Em uma conferência de revendedores em 14 de setembro de 2010 em Orlando, Flórida, o então presidente do Grupo Chrysler e da Fiat, Sergio Marchionne, foi relatado como tendo concluído suas observações ao apresentar um protótipo Dodge Viper 2012 rodando.
O Viper também esteve em exibição por uma noite apenas em Salt Lake City, UT, no 11º Viper Owners Invitational ou VOI 11, de 30 de setembro de 2010 a 3 de outubro de 2010. Ralph Gilles estava presente e reuniu feedback de clientes em potencial sobre o design exterior do carro. O distintivo da Geração 5 também foi revelado neste evento em cada mesa de jantar do salão.
No outono de 2011, Ralph Gilles anunciou que a próxima geração do Viper estrearia no Salão do Automóvel de Nova York em abril de 2012.
O SRT Viper 2013 foi apresentado no Salão de Nova York de 2012.
As especificações preliminares incluem o seguinte:
- Motor V10 todo em alumínio de 8.382 cc (8,4 L; 511,5 cu in) com potência nominal de 640 cv (477 kW; 649 cv) a 6.150 rpm e 813 N⋅m de torque a 4.950 rpm.
- Transmissão manual de seis velocidades Tremec TR6060 com relação de transmissão final de 3,55. 50% de melhoria na rigidez torcional em relação ao modelo anterior.
- Controle eletrônico de estabilidade, controle de tração, sistema de freio antibloqueio de 4 canais (ABS), fibra de carbono e pele de alumínio com coeficiente de arrasto (Cd) de 0,364, pneus Pirelli P Zero Z, freios Brembo de 4 pistões com pinças de alumínio fixas com rotores ventilados de 355x32mm de diâmetro.
- Posição de assento inferior 20 mm, painel de instrumentos personalizável em cores de 7 polegadas, sistema de conectividade Uconnect RA3 ou RA4 Access no veículo com SiriusXM Travel Link opcional e um sistema de áudio Harman Kardon.
- Faróis bi-xênon de projetor com luzes diurnas brancas de diodo emissor de luz (LED) e sinais de mudança de direção LED, lanternas traseiras de LED com iluminação integrada de parada-a-virada e lente com textura de pele de cobra.
- Uma velocidade máxima de 208 mph (332 km/h) e um tempo de aceleração de 0-60 mph (0–96,5 km/h) de 3,50 segundos.

A única mudança notável para o ano modelo de 2014 foi a adição de um terceiro modo de controle de tração para melhorar o desempenho durante a chuva.
As vendas do Viper para 2013 e 2014 foram ruins. Em outubro de 2013, a produção foi reduzida em 1/3 devido às baixas vendas e ao aumento do estoque. Em abril de 2014, a produção parou por mais de dois meses devido a lentidão nas vendas. Dodge abordou a questão reduzindo o preço dos modelos não vendidos de 2014 em US $ 15.000 e anunciou que os modelos de 2015 teriam o novo preço mais baixo.
Em 2015, o SRT Viper foi renomeado para Dodge Viper e o motor recebeu 5 hp extras, aumentando a potência máxima para 645 hp (481 kW), resultando na melhoria da economia de combustível nas rodovias para 8,5 km/l 20 mpg.

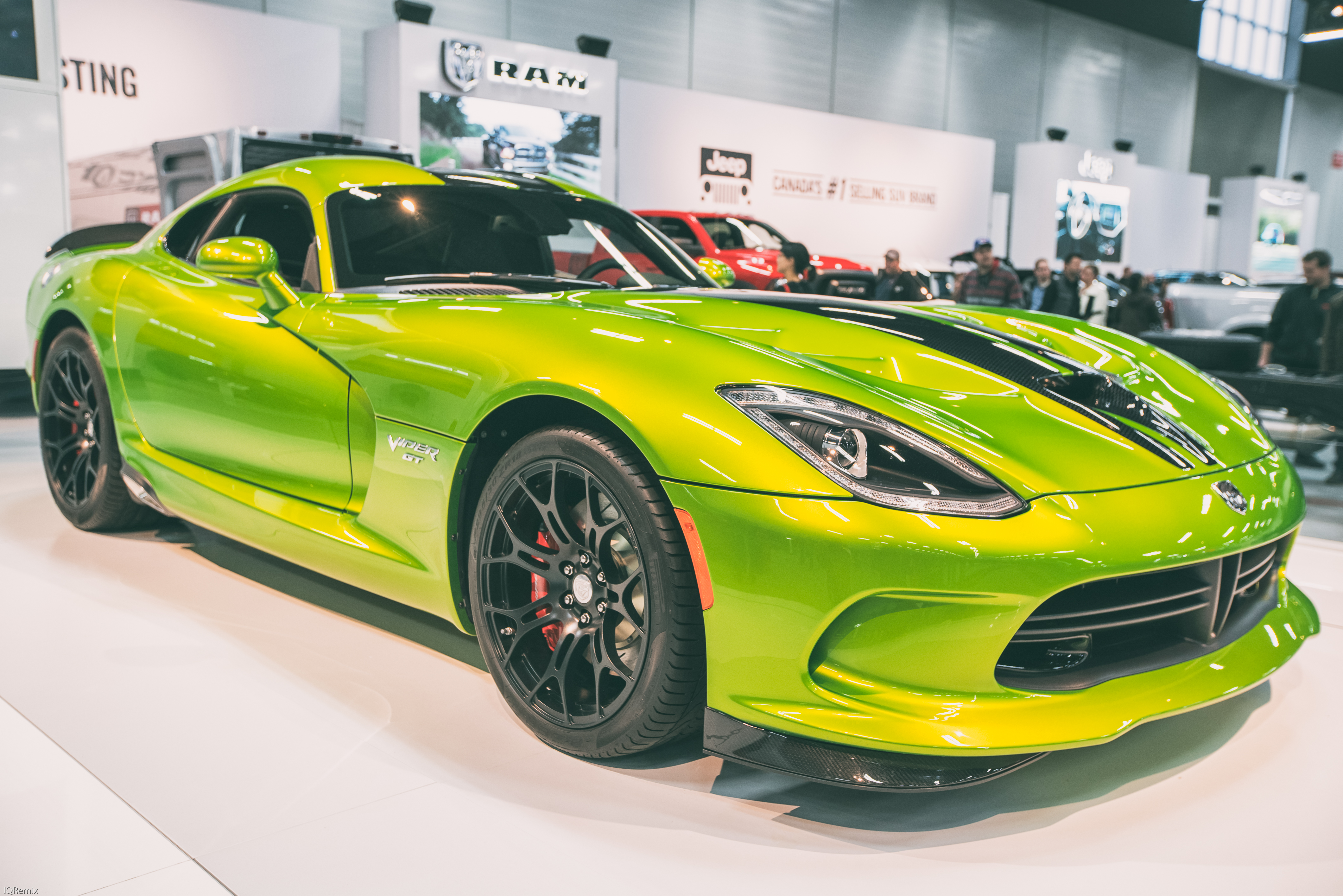
Dodge Viper 2017, 5ª geração

O SRT Viper fez várias aparições de videogame na franquia Forza Motorsport , tanto na versão de estrada quanto no modelo GTS-R de especificação de corrida, como acontece nos títulos Horizon (onde apenas o GTS de corrida está nessas parcelas e não no GTS-R), Need For Speed: Most Wanted (2012), Need for Speed: Rivais em que a variante GTS está na forma de policial e o Time Attack (TA) sendo um piloto como exclusivo de pré-encomenda, Need For Speed: No Limits, Need for Speed, Gran Turismo 6 nos modelos GTS padrão e edição de lançamento do jogo, Real Racing 3, Driveclub como um dos carros DLC no pacote de expansão Downforce, e Gran Turismo Sport com o GTS em movimento e o GT3-R.
Em outubro de 2015, o grupo Fiat Chrysler anunciou que o Viper terminaria a produção em 2017. Inicialmente, a Fiat Chrysler citou vendas fracas como motivo para descontinuar o Viper; no entanto, outras fontes declararam que o carro foi descontinuado porque o Viper não foi capaz de cumprir a regulamentação de segurança FMVSS 226, que exige airbags de cortina lateral. Em julho de 2017, a Fiat Chrysler anunciou que encerraria permanentemente a planta de montagem de Conner em 31 de agosto de 2017.

## Mercado Europeu
O SR II Viper foi exportado para a Europa, onde foi vendido como Chrysler.
O ZB I Viper foi vendido na Europa entre 2005 e 2006. Foi o primeiro modelo a ser vendido como um Dodge, como parte da nova estratégia de vendas da Chrysler para o mercado europeu. No Reino Unido, é chamado de Viper, mas foi vendido como o Dodge SRT-10, pois o nome do Viper é uma marca registrada no Reino Unido.

## Viper ACR

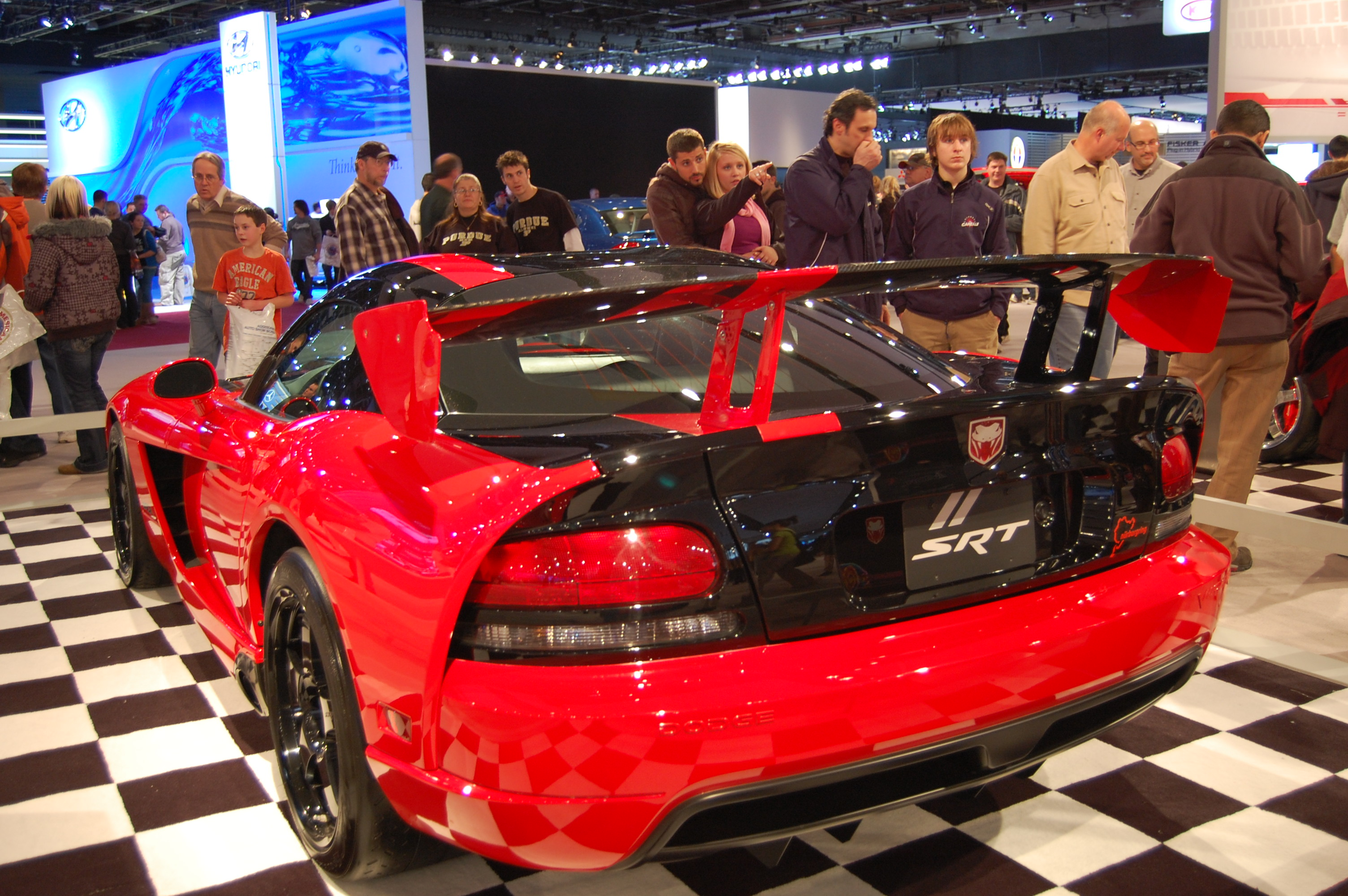
A volta do novo Dodge Viper ACR no North American International Auto Show de 2009.

O modelo ACR (American Club Racing) foi introduzido em 1999. Este modelo apresentava melhorias de suspensão e motor de foco na maximização do desempenho em corridas de estrada. A potência era (por meio de K & N filtros de ar e tubos de admissão liso) colidiu a 466 cv (460 hp) (370 kW) nestes modelos, enquanto torque foi de 500 lb ft (678 Nm). O peso foi reduzido em mais de 50 libras (23 kg), tirando o interior e remoção de outros itens essenciais, como as luzes de nevoeiro. O mais duro de novo, suspensão ajustável retirados mais 14 libras (6,4 kg) Juntamente com o motor e modos de movimentação, estes modelos são distinguidos por um "ACR crachá", juntamente com 20 jantes BBS.
O ACR novo foi adicionada à linha Viper após o ano-modelo 2008. Suas atualizações são mais drásticas do que o original, incluindo pneus de corrida de rua legal, dois discos de travão pedaço, suspensão regulável, revisão e aerodinâmicas significativas. Não foram feitas modificações no motor, pelo que os valores continuam a 608 cv (600 hp) (450 kW) e 560 lb ft (760 Nm), como no carro base. A ACR dá uma vantagem de ser street legal. O ACR é semelhante ao que o Dodge Viper MOPAR exibido na mostra vários auto. O peso é também diminuiu em até 80 kg (36) por meio do "Hardcore Package", que suprime o rádio, alto-falantes, amplificadores, tapete tronco, almofada capa e inflador de pneus. Seus melhoramentos aerodinâmicos produzir 1.000 lbf (4,4 kN) de baixo vigor em 150 mph (240 km / h), ou cerca de 10 vezes o downforce a base Viper SRT-10 pode produzir na mesma velocidade. Não há actualizações foram dadas para o interior, excepto para a adição de um farol profissional tropeçou cronómetro.
Ele faz de 0–100 km/h em 3,4 segundos e tem como velocidade máxima 285 km/h (limitada eletronicamente), e fez no circuito de Virginia International Raceway o tempo de 2:48.6 minutos, e fez o segundo melhor tempo da pista na história da Car and Driver, que a cada ano leva vários carros nessa pista em um especial da revista chamado volta relâmpago.
O Viper ACR é construído ao lado do padrão SRT-10 na fábrica Conner Avenue em Detroit. Os componentes aerodinâmicos são produzidos e montados no veículo por Prefixo Corporation localizada em Rochester Hills, Michigan.
Também tem agora a nova versão ACR-x de 640 cv, exclusivo para a pista, os números de velocidade máxima e aceleração de 0 a 100 km/h não foram confirmados, mas com uma potência tão grande deve ultrapassa carros como o mosler mt900s.

## Mopar Concept Coupe

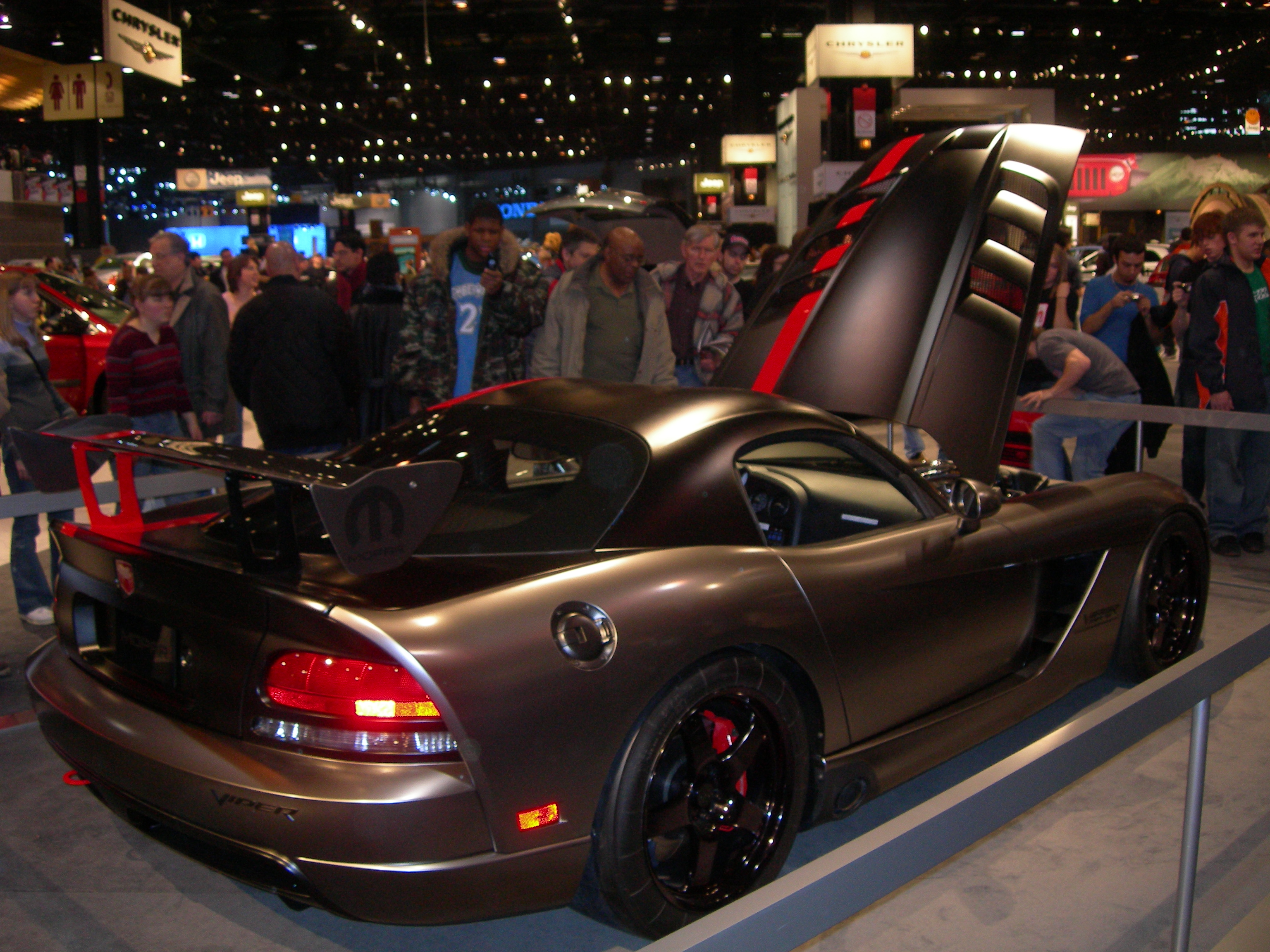
"Mopar Concept Coupe" Viper no Detroit Auto Show de 2007

Um protótipo de 2008 Mopar Viper Coupé, com 675 cv (503 kW), apareceu em 2007 no North American International Auto Show. De momento não existem planos para a produção.peças deste carro estão à venda através da Mopar.

## Última Unidade Produzida
A última unidade produzida do Dodge Viper foi pintado na cor dourada, com listras de cor também dourada, mais escura. Além da pintura diferenciada, possui acabamento em couro e rodas de alumínio com 5 aros. Ela saiu da fábrica em 1° de julho de 2010. Para ver como ela ficou, clique aqui.
O carro foi vendido a um casal americano que possui uma coleção de mais de 40 Dodge Vipers, a maior coleção que se tem registro.
Infelizmente, a produção do Viper (todos os modelos) parou, por causa das baixas vendas no mundo inteiro.
Fontes:
http://quatrorodas.abril.com.br/noticias/ultimo-dodge-viper-produzido-detroit-248269_p.shtml
http://g1.globo.com/carros/noticia/2010/07/ultima-unidade-do-dodge-viper-e-entregue-colecionadora-nos-eua.html
http://revistaautoesporte.globo.com/Revista/Autoesporte/0,EMI152603-10142,00.html

## Dodge Viper GTS-R

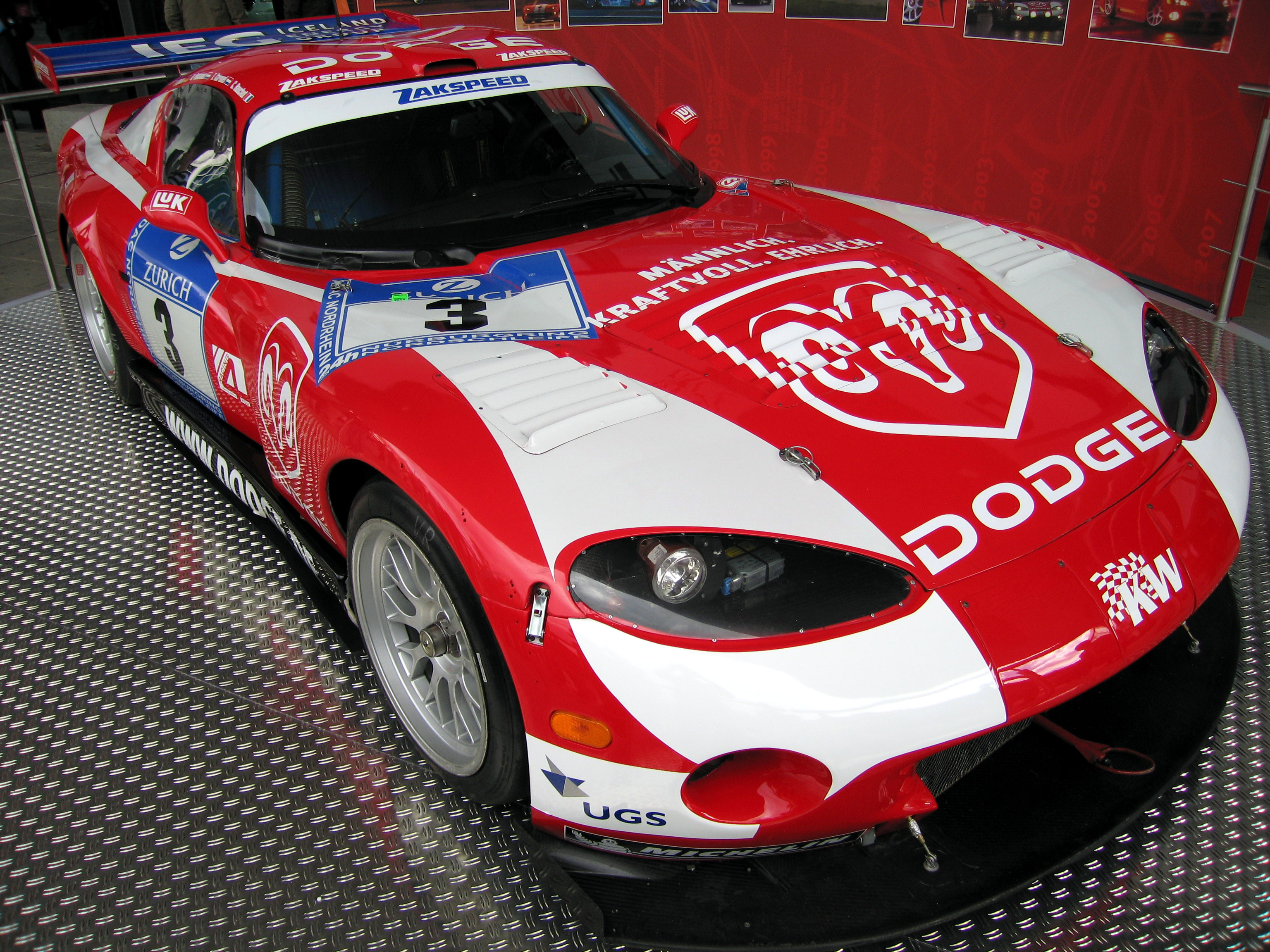
Dodge Viper GTS-R

Baseado no Viper GTS, o Dodge Viper GTS-R foi lançado em finais de 1995 como uma tentativa de provar a capacidade do design mundial Viper, apesar de os programas de corridas que se concentrar principalmente na Europa. Usando componentes do motor, tais como a produção do bloco, cabeçote e virabrequim, os engenheiros da Dodge foram capazes de extrair até 750 hp de 450 hp da segunda geração do motor V10 8.0L. O chassi foi reprojetado da terra acima pelo fabricante de esportes britânico (Motorsport Reynard) 's Divisão de Projetos Especiais sob engenheiro-chefe Paul Brown, enquanto (Oreca) irá montar e manter os carros de corrida.
O carro fez sua estreia na competição de 1996 (24 Horas de Daytona) com Canaska Racing, seguido por Oreca no (BPR Global GT Séries). Oreca iria passar a ter a maior parte do sucesso com o Viper, vencendo o (FIA GT) três vezes, (24 Horas de Le Mans) classe ganha três vezes, e uma vitória na geral nas 24 Horas de Daytona em 2000.
Entre 1999 e 2002, ganhou duas vezes as (24 Horas de Spa) e tambem venceu o (24 Horas de Nürburgring) três vezes, com chassis Oreca. Na tentativa de ser mais esperto que o 2003 de 24 regras em que a GTS-R foi admitido como especial "Chrysler Viper 1,350 kg 90 Litro 2 x 30,8 milímetros restritores. No pit stops, que preencheu mais de 90 litros de combustível, foram penalizados duas vezes e terminou em quinto na pista, com 134 voltas. Em seguida, eles recorreram ao DMSB e foram desqualificados. Como as regras de cilindrada limitada a 6200 cc, desde 2005, Zakspeed converteu o motor em um V8.
Após o fim do apoio oficial de fábrica para o programa em 2001, Vipers têm sido utilizados por equipas privadas com muito sucesso. Viper GTS-R continuaram a ser usados competitivamente, mesmo em 2007.

## Primeira geração (1992 - 1995)
Viper RT/10 (roadster)
Motor: V10 8.0 20v OHV
Potência: 406cv (400 hp) a 4600 rpm
Torque: 62,3 kgfm a 3600 rpm
Câmbio: Manual de 6 marchas
Velocidade máxima: 264 km/h
0-60 MPH (0-96,5 km/H): 4,7 Segundos

## Segunda geração (1996 - 2002)
Viper RT/10 (roadster)
Motor: V10 8.0 20v OHV
Potência: 456cv (450 hp) a 5200 rpm
Torque: 67,8 kgfm a 3700 rpm
Câmbio: Manual de 6 marchas
Velocidade máxima: 292 km/h
Viper GTS (coupe)
Motor: V10 8.0 20v OHV
Potencia: 456cv (450 hp) a 5200 rpm
Torque: 67,8 kgfm a 3700 rpm
Câmbio: Manual de 6 marchas
Velocidade máxima: 298 km/h

## Terceira geração (2003 - 2006)
Viper SRT/10 Roadster
Potência: 507cv (500 hp) a 5600 rpm
Torque: 71,2 kgfm a 4200 rpm
Câmbio: Manual de 6 marchas
Velocidade máxima: 305 km/h
Viper SRT/10 Coupe
Motor: V10 8.3 20v OHV
Potência: 517cv (510 hp) a 5600 rpm
Torque: 72,5 kgfm a 4200 rpm
Câmbio: Manual de 6 marchas
Velocidade máxima: 310 km/h

## Quarta geração (2008 - 2010)
Viper SRT/10 Roadster
Motor: V10 8.4 20v OHV
Potência: 608cv (600 hp) a 6000 rpm
Torque: 75,8 kgfm a 5600 rpm
Câmbio: Manual de 6 marchas
Velocidade máxima: 317 km/h
Viper SRT/10 Coupe
Motor: V10 8.4 20v OHV
Potência: 608cv (600 hp) a 6000 rpm
Torque: 75,8 kgfm a 5600 rpm
Câmbio: Manual de 6 marchas
Velocidade máxima: 325 km/h